# Iron Maiden
Iron Maiden je angleška glasbena skupina, ki ustvarja v obsegu težkometalnega in rock glasbenega žanra. Skupina je nastala leta 1975 v Londonu, odtlej pa je tlakovala pot mnogim glasbenim skupinam, ki črpajo ideje in Iron Maiden tudi imitirajo. Stilno bi lahko njihovo glasbo primerjali tudi s skupino Judas Priest. Iron Maiden od samega začetka privlači svoje poslušalce kot t. i. »underground«. Po svetu so prodali že okoli 100 milijonov albumov. Velikokrat so bili že proglašeni za največjo metal skupino vseh časov.
Skupina je bila sicer deležna velike medijske pozornosti, ko so jo kritiki zaradi mračne glasbene tematike, vpadajočih besedil in njihove strah-zbujajoče maskote »Eddie-ja« razglasili za sataniste. Morda so taka mnenja tudi pripomogla k prepoznavnosti skupine, ki je bila kot ena prvih klasificirana z oznako Novi val britanskega Heavy Metala (NWBHM). V 80. letih 20. stoletja so bili poleg Black Sabbath in Led Zeppelin v svetovnem merilu vodilna metalska skupina. V svetovnem izboru 10 največjih hard rock in heavy metal bendov so se uvrstili na prvo mesto. Sledili so jim še Deep Purple, Black Sabbath, Metallica, Europe, AC/DC, Led Zeppelin, Lynyrd Skynyrd, ZZ Top in Judas Priest.

## Zgodovina
Iron Maiden je ustanovil basist Steve Harris 25. decembra 1975. Nastala je skupina IRON MAIDEN. Band je ustanovil Steve Harris, celotna postava pa je izgledala takole: Steve Harris (bas, vokali), Dave Sullivan (kitara), Terry Rance (kitara), Ron Rebel Matthews (bobni), Paul Day (vokali). kasneje pa se mu je pridružil še kitarist Dave Murray, ritem-kitarist Tony Parsons, bobnar Doug Sampson in vokalist Paul Di'Anno. Ime skupine izhaja iz imena srednjeveške mučilne naprave. V začetnih letih obstoja, preden so dobili prvo pogodbo za snemanje albuma, so igrali na manjših glasbenih prizoriščih po Angliji. Parsons je bil zamenjan z Dennisom Strattonom, Sampson pa s tehnično naprednejšim bobnarjem Cliveom Burrom. Leta 1980 so posneli svoj prvenec poimenovan kar po imenu zasedbe Iron Maiden. Čeprav je bil album posnet v veliki naglici, jih je ponesel na vrh angleških glasbenih lestvic. Eno leto po izidu prvega albuma (1981) so bili Iron Maiden spet v studiih ter z novim kitaristom Adrianom Smithom (ki je zamenjal Strattona) snemali svoj drugi album Killers. Zaradi neustavljive želje po alkoholu je moral Paul Di'Anno zapustiti zasedbo. Zamenjal ga je bivši vokalist Samson-a Bruce Dickinson, ki jih je s svojim edinstvenim slogom in glasom ponesel prav na vrh takratne rock/metal glasbene scene, svoje ime pa zaznamoval kot najrazpoznavnejši glas  metala (poleg Roba Halforda – Judas Priest).
Leta 1982 so izdali album z naslovom The Number Of The Beast, ki je kasneje postal znan kot eden najvplivnejših rock albumov našega časa, z nekoliko izstopajočima skladbama »Hallowed Be Thy Name« in »Run To The Hills«. Ob nepričakovani slavi albuma The Number Of The Beast so Iron Maiden postali svetovno znane glasbene zvezde. Njihov slog se je z naslednjim albumom Piece Of Mind le malo spremenil. Zamenjali pa so bobnarja. Vstop Nicka McBriana je prinesel svoje prednosti. Do leta 1983 so imeli dve veliki turneji, z izdanim albumom Powerslave, ki se je izkazal še za enega izmed kultnih posnetkov 80-ih let. Istega leta so prvič odšli na enajstmesečno svetovno turnejo Live After Death – 1985, na kateri so posneli istoimenski dvojni album, ki je vključeval njihove največje uspešnice. 
Istočasno z izdanim albumom Live After Death so se po vsem svetu uveljevili kot mogočna in edinstvena metal skupina. Dolgo pričakovani, leta 1986 izdani album Somewhere In Time je pokazal nekoliko raznolikosti s prejšnimi albumi zaradi uporabe klaviturskih efektov in vložkov, kar je pripeljalo do povsem drugačne harmonije. Leta 1988 so izdali spet nekoliko drugačen album Seventh Son Of A Seventh Son z zgodovinsko tematiko. Prinesel je uspešnice kot so »The Evil That Man Do«, »The Clairvoyant« in »Can I Play With Maddness«. Album Seventh Son Of A Seventh Son je prinesel podoben uspeh kot že pred nekaj leti izdani The Number Of The Beast. Po še eni izčrpljivi turneji je kitarist Adrian Smith zapustil skupino. 
Skupina je vzela enoletno pavzo. Z novim kitaristom Janickom Gersom so posneli leta 1990 naslednji album No Prayer For The Dying. Ena od skladb tega albuma je v ZDA prejel Golden Raspberry Award For The Worst Song of the Year (nagrada za najslabšo skladbo leta 1990), drugod po svetu pa je bliskovito zasedal pohvalna mesta na glasbenih lestvicah. Ob koncu turneje leta 1991 je Dickinson izrazil željo o odhodu, da bi promoviral drugo zasedbo, The Skunkworks. Fear Of The Dark, zadnji album z Dickinsonom, se je uvrstil na prvo mesto britanske lestvice in postal eden njihovih najbolj prodajanih albumov. Po njihovi zadnji turneji so izdali še dva »live« albuma: »A Real Live One« z najnovejšimi hiti in »A Real Dead One«, ki predstavlja bolj klasične skladbe. Dickinsonova zamenjava, Blaze Bayley, je zaznamoval svoj prihod leta 1995 z albumom »The X Factor«. Zgoščenko so skritizirali in ni dosegla niti polovičnega uspeha prejšnjih izdelkov skupine. Konec leta 1996 so Iron Maiden izdali dvojni album The Best Of The Beast. Po izidu Virtual XI 1998 pa je bil Blaze Bayley po nekaj letih neuspeha prisiljen zapustiti zasedbo, ter zečeti solo kariero.
Leta 1999 sta se skupini Iron Maiden spet pridružila Dickinson in Smith in leta 2000 so izdali album »Brave New World« s sedemčlansko zasedbo, istega leta pa še »live« album Rock In Rio kjer je sodelovala 350.000 glava množica, naslednje leto pa še Edward The Great. Leta 2003 so ustvarili naslednji studijski posnetek Dance Of Death, 2004 pa dva DVD-ja The Early Days in Raising Hell.  Predzadnji album na tržišču je »The Essential Iron Maiden«, ki podstavlja vse največje uspešnice do leta 2003. Po nastopu na Ozzfestu so izdali še CD/DVD Death On the Road, avgusta 2006 pa so izdali album A Matter Of Life And Death, katerega vsebina je predvsem vojne tematike in po besedah kritikov velja za enega najboljših metal posnetkov našega časa. Po albumu je sledila še turneja v novembru in decembru 2006, na kateri so predstavili album.

## Diskografija

### Studijski albumi
- Iron Maiden (1980)
- Killers (1981)
- The Number of the Beast (1982)
- Piece of Mind (1983)
- Powerslave (1984)
- Somewhere in Time (1986)
- Seventh Son of a Seventh Son (1988)
- No Prayer for the Dying (1990)
- Fear of the Dark (1992)
- The X Factor (1995)
- Virtual XI (1998)
- Brave New World (2000)
- Dance of Death (2003)
- A Matter of Life and Death (2006)
- The Final Frontier (2010)
- The Book of Souls (2015)
- Senjutsu (2021)